# Ceanothus fresnensis
Ceanothus fresnensis är en brakvedsväxtart som beskrevs av William Russel Dudley och LeRoy Abrams. Ceanothus fresnensis ingår i släktet Ceanothus och familjen brakvedsväxter. Inga underarter finns listade i Catalogue of Life.